# Thermonotus nigripes
Thermonotus nigripes är en skalbaggsart som beskrevs av Charles Joseph Gahan 1888. Thermonotus nigripes ingår i släktet Thermonotus och familjen långhorningar.
Artens utbredningsområde är Laos. Inga underarter finns listade i Catalogue of Life.